# Coup d'État de 2005 au Togo
Le coup d'État de 2005 au Togo est la prise du pouvoir inconstitutionnelle menée par l'armée au Togo grâce à la nomination de Faure Gnassingbé, fils du président de longue date Gnassingbé Eyadéma.

## Contexte
Gnassingbé Eyadéma, qui a dirigé le pays pendant 38 ans après avoir mené un coup d'État en 1967,  décède subitement d'une crise cardiaque le 5 février 2005.

## Coup d'État
Plutôt que d'adhérer à la constitution togolaise qui oblige le président du Parlement à agir comme chef par intérim jusqu'à la tenue des élections dans un délai de 60 jours, l'armée togolaise profite de la brève absence du président lors d'un voyage pour annoncer que le fils d'Eyadema, Faure Gnassingbé, prêtera serment en tant que nouveau président afin d'éviter qu'un "vide de pouvoir" ne se produise dans le pays. Lors d'une session extraordinaire de l'Assemblée nationale dominée par le parti au pouvoir du clan Eyadema, le Rassemblement du peuple togolais (RTP), Faure Gnassingbé est approuvé à une écrasante majorité comme président du Parlement par une large majorité de 67 voix contre 14. Un amendement constitutionnel est également adopté plus tard, permettant à Faure Gnassingbé de remplir le mandat de son père qui dure jusqu'en 2008.
La prise du pouvoir déclenche des protestations massives au niveau national et une condamnation internationale à l'étranger. La Communauté économique des États de l'Afrique de l'Ouest (CEDEAO) suspend l'adhésion du Togo et impose des embargos sur les armes tandis que l'Union africaine menace de sanctions. Le Togo est également suspendu de l'Organisation Internationale de la Francophonie (OIF).
Malgré l'interdiction de manifester pendant deux mois pour pleurer la mort du défunt dirigeant, des manifestations de masse ont lieu à Lomé, la capitale nationale, lors desquelles des milliers de personnes exigent la démission de Faure Gnassingbé. Les manifestations deviennent violentes, entraînant des affrontements avec l'armée et au moins trois morts. Des gaz lacrymogènes, des grenades assourdissantes et, semble-t-il, des balles réelles sont utilisés par les soldats pour disperser les manifestations.
À la suite des pressions internationales, Faure Gnassingbé s'engage à organiser des élections dans les 60 jours, tout en restant ferme sur son maintien préalable de son poste. Il fait ensuite marche arrière et démissionne le 25 février, remplacé par Abbas Bonfoh,.
Le 24 avril, les élections présidentielles togolaises de 2005 ont lieu à la hâte. Faure Gnassingbé remporte une victoire éclatante avec 60% du total des voix contre le principal candidat de l'opposition Bob Akitani qui n'obtient que 38% des voix. Des allégations de falsification des votes, de bourrage des urnes et de votes non comptés sont portées contre le gouvernement. Après que Faure Gnassingbé soit déclaré vainqueur des élections, des violences éclatent lorsque l'opposition appelle ses partisans à résister à la présidence de Gnassingbé. Les violences électorales, du 28 mars au 5 mai, font 790 morts et 4 345 blessés. Les réponses de la communauté internationale sont mitigées : la France et la CEDEAO jugent le vote comme largement équitable, à l'exception d'irrégularités mineures, tandis que l'Union européenne (UE) critique les élections pour ne pas avoir respecté les normes démocratiques.